# George Li
George Li (黎卓宇) est un jeune pianiste prodige américain, né à Boston (États-Unis) le 24 août 1995 et vivant à Lexington, Massachusetts. Il s'est produit de nombreuses fois avec de grands orchestres et même au Carnegie Hall.
Il suit des cours à l'école Walnut Hill (en), près de Boston, et au conservatoire de musique de Nouvelle-Angleterre,. Il étudie aussi la littérature française à Harvard.
En 2008, il a reçu le second prix Gina Bachauer (en) et en 2010 il a remporté le grand prix au concours Cooper (en) à Oberlin.
Le 1er juillet 2015, il remporte le deuxième prix de l'édition 2015 du Concours international Tchaïkovski.